# فونتيفيفو
فونتيفيفو (بالإيطالية: Fontevivo)‏ هي بلدية في مقاطعة بارما في إقليم إميليا رومانيا الإيطالي.

## السكان
في سنة 1861 بلغ عدد السكان 2٬721 نسمة، وتطور العدد ليصل في سنة 2011 لـ 5٬428 نسمة.
يظهر هذا المخطط البياني تطور النمو السكاني لـ فونتيفيفو

## أعلام
- كلاي ريجاتسوني
- فرديناند دوق بارما